# Chalcedectus cuprescens
Chalcedectus cuprescens is een vliesvleugelig insect uit de familie Pteromalidae. De wetenschappelijke naam is voor het eerst geldig gepubliceerd in 1874 door Westwood.